# Frank Turba
Frank Turba (* vor 1965 in Berlin) ist ein deutscher Tierarzt, Schauspieler, Musiker, Synchronsprecher und Synchronregisseur. Er ist der Vater von David und Magdalena Turba.

## Synchronsprecher
Turba synchronisierte 1965 Matthew Garber (Michael) im Film Mary Poppins und hatte eine Sprechrolle als Viehhändler in der Anfang der 2000er erstellten sächsischen Synchronisation des 1967 erschienenen Films Asterix der Gallier. In Barbie als Prinzessin der Tierinsel war er als Azul zu hören.

## Synchronregisseur
- Barbie als Prinzessin der Tierinsel (2007)
- Barbie in Die 12 tanzenden Prinzessinnen (2007)
- Everwood
- Eureka – Die geheime Stadt[4][5]
- Go, Diego, Go!, Nickelodeon
- Hotel Zack & Cody ("The Suite Life of Zack and Cody"), Super RTL
- The Wire[6]
- Emily Erdbeer, Nickelodeon (2010)[7]
- Heroes, RTL2[8]
- Die Siedler III (Sprachregie)[9]

## Dialogbuch
- Tabaluga-Hörspiele[10]

## Musiker
- Soloalbum Frank Turba, 1974[11]
- Wednesday, 1976–1980, Keyboard & Gesang
- F.O.X. (1981–1985)
- Roland Kaiser live in concert, 1988, Keyboard & Gesang
- Past Perfect, Keyboard, Gitarre, Gesang[1]

## Sänger
- Deutsche Oper Berlin[12]
- Peter Petrel, Chor[13]
- Das letzte Einhorn, Titellied (deutsche Version), 1983
- Roland Kaiser: Ich fühl mich wohl in deinem Leben, Chor, 1984[14]
- Superkalifragilisticexpialegetisch, 1999[15]